# Харитонов, Иван Петрович
Иван Петрович Харито́нов (1924—1973) — советский машиностроитель, слесарь-монтажник, Герой Социалистического Труда.

## Биография
Участник Великой Отечественной войны.
С 1950 года — слесарь-монтажник паротурбинных установок на Северном машиностроительном предприятии в Северодвинске.
За выдающиеся заслуги в создании новой техники и выполнении заданий седьмой пятилетки Указом Президиума Верховного Совета СССР от 25 июля 1966 года слесарю-монтажнику НПО «Северное машиностроительное предприятие» Харитонову И. П. присвоено звание Героя Социалистического Труда с вручением ордена Ленина и золотой медали «Серп и Молот».
Избирался делегатом XXIV Съезда КПСС.
Умер в Ялгубе, похоронен на городском кладбище Северодвинска.

## Память
Именем И. П. Харитонова был назван один из буксиров-кантовшиков Северного машиностроительного предприятия.